# Бермудские Острова
Берму́дские Острова́ (англ. Bermuda [bərˈmjuːdə]) — заморская территория Великобритании, расположенная на группе коралловых островов в северо-западной части Атлантического океана, в 900 км от Северной Америки.
В состав Бермуд входит 181 остров и риф, из которых обитаемо около 20, а 10 из них соединены мостами и путепроводами и образуют главный остров — Мейн-Айленд.
Острова находятся на перекрёстке морских путей.
Площадь — 54 км². Население — 71 750 человек (2020 г.). Большинство населения составляют темнокожие (53,8 %) и мулаты (7,5 %), потомки африканских рабов, 31 % — выходцы из Европы и Северной Америки, 7,7 % — азиаты и индейцы.
Административно-территориальное деление: девять округов и два муниципалитета. Столица и главный порт — город Гамильтон.
Британский губернатор распоряжается вопросами внешней политики, обороны, полиции. Регламентацией внутренней жизни занимается местный двухпалатный парламент. Глава исполнительной власти — премьер-министр.

## История

### XVI—XVII века
Острова открыты испанским мореплавателем Хуаном Бермудесом в 1503 году и названы его именем. Однако испанцы не стали осваивать эти острова. Они упоминаются в Legatio Babylonica, опубликованном в 1511 году историком Педро Мартиром де Англерией, и были включены в испанские карты того года.
Первое английское поселение появилось в 1609 году — его основали английские колонисты, направлявшиеся в Вирджинию, но потерпевшие кораблекрушение рядом с островами. Они назвали архипелаг «острова Сомерса» в честь своего капитана, адмирала Джорджа Сомерса. Большинство путешественников достигли Джеймстауна в следующем году на двух новых кораблях, построенных на островах из местных деревьев, но кораблекрушение ознаменовало начало постоянного заселения Бермудских островов. Известия о кораблекрушении и спасении экипажа судна вдохновили Уильяма Шекспира на написание пьесы Буря. Оставшиеся колонисты занялись сельским хозяйством на островах. C 1547 по 1608 года Бермудские острова оставались необитаемыми.
До 1684 года колония управлялась Вирджинской компанией и ее преемницей, Компанией плантации островов Сомерс. В этот период колония приняла множество иммигрантов в качестве наемных слуг; к ним добавлялось все большее число рабов, включая пассажиров с затонувших кораблей и команды захваченных вражеских судов, коренных американцев и рабов-африканцев. Ирландские и шотландские политические заключенные также были проданы в рабство и перевезены на Бермуды.
Во время Английской революции(1642—1651) большинство жителей колонии остались верны казнённому Карлу I, по этой причине Парламент Англии в 1650 году принял Закон о запрете торговли с Барбадосскими островами, Вирджинией, Бермудскими островами и Антего. Роялисты также свергли губернатора Компании островов Сомерс и выбрали нового лидера колонии.
В 1684 году колония перешла под прямое управление английской короны. После этого бермудцы отказались от сельского хозяйства в пользу судостроения, засаживая сельскохозяйственные угодья местными можжевеловыми деревьями (чему ранее противилась Компания островов Сомерс). Установив эффективный контроль над островами Теркс (с 1673 года), бермудцы вырубили леса на их территории, чтобы начать добывать соль. Она оставалась основой экономики Бермудских островов в течение следующего столетия. Бермудцы также активно занимались китобойным промыслом, каперством и торговлей.

### XVIII—XIX века
В сентябре 1774 года Континентальный конгресс постановил запретить торговлю с Великобританией, Ирландией и Вест-Индией после 10 сентября 1775 года (см. также Американская революция). Такое эмбарго означало бы крах их межколониальной торговли, голод и гражданские беспорядки. Не имея политических каналов с метрополией, жители Бермуд решили в июле 1775 года отправить делегатов для встречи с мятежными колониями, стремясь к освобождению от запрета. Некоторые колонисты поддержали революцию: в августе 1775 года группа заговорщиков ограбила пороховой погреб в Сент-Джордже и смогла переправить его в Тринадцать колоний. Порох позже был с успехом использован в форте Мултри.
После победы Американской революции Королевский флот Соединённого Королевства начал улучшать свои гавани на Бермудских островах. Во время Англо-американской войны 1812 года британские атаки на Вашингтон и Чесапик были спланированы и начаты с Бермудских островов.
Во время Гражданской войны в США Бермудские острова были плацдармом для прорывающихся через морскую блокаду кораблей конфедератов
Рабство было запрещено на Бермудах (как и в остальной части Британской империи) в 1838 году. В конце XIX — начале XX веков экономика Бермуд стала специализироваться на обслуживании туристов.

### XX—XXI века
Во время Англо-бурской войны (1899—1902) 5000 военнопленных буров были размещены на пяти островах Бермудских островов.
В период сухого закона в США через Бермуды переправляли алкоголь. В XX веке колония развивала сферу туризма и международных финансов. По договору 1941 года британское правительство сдало США в аренду на 99 лет участок площадью около 6 км² под сооружение военно-морской и военно-воздушной баз. В 1995 году США досрочно прекратили использование этих баз. Британский армейский гарнизон, существовавший с 1797 года, был выведен в 1957 году, канадская база закрыта в 1993 году, а небольшая оставшаяся база Королевского флота прекратила работу в 1995 году.
C 1931 по 1948 годы на Бермудах существовала железная дорога, соединявшая острова с помощью мостов.
По конституции 1968 года Бермудские Острова имеют внутреннее самоуправление.

## География
Бермуды сложены коралловыми образованиями, сформировавшимися на вершине потухшего вулкана.
Архипелаг изобилует мелкими песчаными и коралловыми островками, рифами и лагунами.
Для главного острова характерен холмистый рельеф (высшая точка — 76 м), довольно изрезанная линия берега с большим числом бухт и участками песчаных пляжей.
До открытия островов человеком почти всю их территорию занимали леса эндемичного Можжевельника бермудского (Juniperus bermudiana). Вырубки на хозяйственные нужды и, в особенности, эпифитотия середины XX века уничтожили более 99 % этих медленнорастущих деревьев. Сейчас предпринятые меры способствуют увеличению популяции.
Около 35 % территории занимают кустарники, растущие в основном на возвышенностях. В низинах на плодородных почвах высаживаются культурные растения.
Единственным источником пресной воды являются тропические дожди. Рек и ручьёв на островах нет, так как дождевая вода быстро впитывается в пористый известняк. Имеется ряд небольших водоёмов, расположенных на уровне моря и заполненных морской или солоноватой водой (крупнейшие Харрингтон и Мангров). Работают опреснительные установки, но опреснение воды дорого, и местное население накапливает дождевую воду. Для этого крыши домов сконструированы специальным образом с тем, чтобы направлять воду в резервуар под домом:103-104.
Климат Бермуд — влажный субтропический на границе тропического. Он является главным фактором, определяющим специализацию местной экономики на туристическом бизнесе.

## Административное деление
Бермудские острова разделены на девять округов и два муниципалитета:
| № на карте    | Административные единицы | Площадь, км² | Население, чел. (2010) | Плотность, чел./км² |
| ------------- | ------------------------ | ------------ | ---------------------- | ------------------- |
| Округ         |                          |              |                        |                     |
| 1             | Сандис                   | 6,70         | 7655                   | 1142,54             |
| 2             | Саутгемптон              | 5,80         | 6633                   | 1143,62             |
| 3             | Уорик                    | 5,70         | 8615                   | 1511,40             |
| 4             | Пейджет                  | 5,30         | 5702                   | 1075,85             |
| 5             | Пембрук                  | 4,70         | 10 610                 | 2257,45             |
| 6             | Девоншир                 | 4,90         | 7332                   | 1496,33             |
| 7             | Смитс                    | 4,90         | 5406                   | 1103,27             |
| 8             | Гамильтон                | 5,10         | 5862                   | 1149,41             |
| 9             | Сент-Джорджес            | 7,90         | 6422                   | 812,91              |
| Муниципалитет |                          |              |                        |                     |
| A             | Гамильтон                | 0,7          | 1010                   | 1442,86             |
| B             | Сент-Джордж              | 1,4          | 1743                   | 1245,86             |
| Поселение     |                          |              |                        |                     |
|               | Флэттс, Сомерсет         | 0,15         | 1412                   | 9413,33             |
|               | Всего                    | 53,25        | 64 237                 | 1207,46             |

Кроме этого, на Бермудах есть два населённых пункта (маленькие деревни), не имеющих муниципального статуса:
- Флэттс[англ.]
- Сомерсет[англ.]

Население этих двух деревень составляет — 1 412 человек, а площадь примерно — 0,15 км².
- Примечание: В данных переписи населения 2010 года[2] жители города Гамильтон и поселения Флэттс учтены в округе Гамильтон, жители города Сент-Джордж — в округе Сент-Джорджес, а жители поселения Сомерсет — в округе Сандис.

## Население
- Численность населения — 71,75 тыс. (оценка на июль 2020).
- Годовой прирост — 0,39 %.
- Рождаемость — 11,2 на 1000.
- Смертность — 9,1 на 1000.
- Иммиграция — 1,6 на 1000.
- Средняя продолжительность жизни — 78,5 лет у мужчин, 84,9 лет у женщин.
- Младенческая смертность — 2,5 на 1000 (из 224 стран и территорий мира — ниже только в Сингапуре и в Монако).
- Уровень фертильности — 1,91 рождений на женщину.
- Грамотность — 98 % мужчин, 99 % женщин.
- Заражённость вирусом иммунодефицита (ВИЧ) — 0,3 % (оценка 2005 года).
- Этно-расовый состав: негроиды — 53,8 %, белые — 31 %, мулаты — 7,5 %, азиаты — 4 %, другие — 3,7 % (по переписи 2010 года).
- Вероисповедание: англикане — 15,8 %, католики — 14,5 %, африканские методисты-епискописты — 8,6 %, другие протестанты — 21,8 %, другие культы — 14 %, неопределившиеся — 6,2 %, атеисты 17,8 % (по переписи 2010 года). Свидетелей Иеговы быдл в 2011 году 1,3 %.

## Экономика
ВВП на душу населения в 2016 году — 99,3 тыс. долл. (2-е место в мире).
Основной доход приносит иностранный туризм (60 % валютных поступлений). Острова́ ежегодно посещает около 600 тыс. человек (90 % из США).

### Британский офшор
Операции иностранных компаний на островах освобождены от налогов, благодаря чему Бермуды стали важным финансовым центром. На островах зарегистрировано более шести тысяч иностранных компаний, по тоннажу морских судов (три миллиона брутто регистровых тонн) Бермуды занимают 5-е место в мире. Бо́льшая часть воздушных судов (более 700), эксплуатируемых в России, также зарегистрирована на Бермудских островах (регистратор: «Bermuda Civil Aviation Authority», BCAA). Бермудские острова являются третьим крупнейшим страховым рынком мира, здесь зарегистрированы несколько крупных перестраховочных компаний и имеются отделения большинства крупнейших страховщиков мира.
В промышленности занято 17 % активного населения. На Бермудах работают предприятия по ремонту судов, изготовлению лодок, выпуску фармацевтических товаров, производству строительных материалов.
В сельском хозяйстве и рыболовстве занято 3 % трудоспособного населения. На островах выращиваются бананы, картофель, томаты, капуста, развито рыболовство (улов составляет около 800 т в год), цветоводство — ориентировано на экспорт.
80 % потребляемого продовольствия Бермуды вынуждены ввозить из-за рубежа. Ввозятся также топливо, промышленные товары, одежда, строительные материалы.
Основные поставщики импорта (1,2 млрд долл. в 2008 году): Италия 26,2 %, США 18 %, Южная Корея 17,3 %, Великобритания 8,3 %, Сингапур 5,3 %.

### Денежная система
С 1970 года бермудский фунт (был привязан к курсу британского фунта — 1:1) был заменён новой денежной единицей — бермудским долларом (привязан к курсу доллара США — 1:1).

## Разное
- Над Бермудскими островами проходят линии воздушного сообщения из США и Канады в Европу, Центральную и Южную Америку. Из-за серии необъяснённых катастроф самолётов и судов в пространстве между Бермудскими, Антильскими и Багамскими островами появился термин Бермудский треугольник.
- С 1941 по 1995 годы — на протяжении 2-й мировой и «холодной» войн — на Бермудских островах находилось несколько военно-морских и военно-воздушных баз США и Великобритании, которые занимали 11 % от общей площади островов.

## Галерея
- Гавань города Сент-Джордж
- Сент-Джордж
- Гамильтон (Бермуды)
- Виадук
- Южное побережье Бермуд (залив Синки)
- Залив Хорсшу, один из общественных пляжей Бермуд
- Залив Уорик
- Маяк Гибс-Хилл
- Королевский Бермудский полк на параде
- Флатс-Вилидж, Бермуды
- Вид с МКС